# La mente del bambino
La mente del bambino è un saggio di Maria Montessori, edito dalla casa editrice Garzanti.

## Caratteristiche
Il saggio parte dalle proposizioni della biologia (sviluppo embrionale del bambino), dalla legge naturale che lo predispone ad un libero comportamento, per addentrarsi nella gestazione spirituale del bambino, da zero a sei anni.
Vengono quindi definiti i caratteri, i limiti, e le insospettate possibilità della prima forma della mente del bambino (chiamata dalla Montessori "Mente Assorbente"), che tutto riceve e ritiene.
Maria Montessori chiuse con questo libro il suo lungo ciclo di pensiero.

## Struttura
L'opera è suddivisa nei seguenti capitoli:
1. Il bambino nella ricostruzione del mondo
2. L'educazione per la vita
3. I periodi della crescenza
4. Un nuovo orientamento
5. Il miracolo della creazione
6. Embriologia: comportamento
7. L'embrione spirituale
8. La conquista dell'indipendenza
9. Cure da prendersi all'inizio della vita
10. Sul linguaggio
11. L'appello del linguaggio
12. Ostacoli e loro conseguenze
13. Movimento e sviluppo totale
14. L'intelligenza e la mano
15. Sviluppo e imitazione
16. Dal creatore inconscio al lavoratore cosciente
17. Ulteriore elaborazione per mezzo della cultura e della immaginazione
18. Carattere e suoi difetti nei bambini
19. Contributo sociale del bambino: normalizzazione
20. La costruzione del carattere è una conquista
21. La sublimazione dell'istinto del possesso
22. Sviluppo sociale
23. Società per coesione
24. L'errore e il suo controllo
25. I tre gradi dell'ubbidienza
26. L'insegnante montessoriana e la disciplina
27. Preparazione dell'insegnante montessoriana
28. La sorgente dell'amore - Il bambino.